# Théodule de Grammont
Pour les autres membres de la famille, voir Famille de Grammont.
Alexandre Marie François de Sales Théodule, 4e marquis de Grammont (Villersexel, 15 décembre 1766 - Villersexel, 19 mai 1841) est un homme politique français.

## Biographie

### Vie privée
Il est issu d'une ancienne famille noble, qui tire son nom d'un château fort situé entre Vesoul et Montbéliard et ruiné par Louis XI.
Il est le fils de Ferdinand de Grammont, 3e marquis de Grammont (1709-1796) et de Marthe Marie Anne de Scorailles (1744-1830).
Il débuta de bonne heure dans la carrière militaire, entra à seize ans dans le régiment de La Reine comme sous-lieutenant et, trois ans après, fut promu capitaine dans le même régiment. 

### Vie publique
La Révolution ne le compta pas longtemps parmi ses partisans. Entré simple grenadier dans la garde nationale de Paris, il fut attaché au bataillon des Filles-Saint-Thomas qui défendit les Tuileries le 10 août 1792, reçut, dans cette journée, une légère blessure à la jambe gauche, et vécut, sous le régime révolutionnaire comme sous l'Empire, éloigné des affaires publiques : il fut seulement, en 1812, nommé président du collège électoral de la Haute-Saône. 
Dévoué, pendant la Restauration, au système de la monarchie constitutionnelle, il fut chargé en 1814, comme conseiller général de la Haute-Saône, de présenter une adresse à Louis XVIII : le 22 août 1815, le collège de ce département le nomma député. Il appartint à la minorité de la Chambre introuvable, et, successivement réélu, le 4 octobre 1816 et le 20 novembre 1818, il ne cessa de voter avec l'opposition libérale qui s'appuyait sur la charte. 
Les élections de 1822 ne lui furent pas favorables : il échoua d'abord le 13 novembre dans le 2e arrondissement de la Haute-Saône (Vesoul), et, huit jours après, le 20 novembre, ne fut pas plus heureux au collège de département. Sans plus de succès, il se représenta dans le 2e arrondissement, le 25 février 1824. 
Il reparut à la Chambre lors des élections du 17 novembre 1827 : élu député de Vesoul, il reprit sa place dans l'opposition constitutionnelle, combattit le ministère Polignac, vota l'adresse des 221, obtint sa réélection, le 23 juin 1830, et adhéra à la révolution de juillet 1830, ainsi qu'à l'avènement de Louis-Philippe. Mais son goût pour l'indépendance le rejeta bientôt dans l'opposition dynastique.
Réélu, le 5 juillet 1831, par le 3e collège de la Haute-Saône (Lure), puis le 21 juin 1834, et enfin, le 4 novembre 1837, il vota souvent avec la gauche et se montra opposé à la plupart des projets de loi ayant pour but de restreindre la liberté publique ou individuelle. 
Gendre du duc Jean-Louis-Paul-François de Noailles et beau-frère de La Fayette, il est le père de Ferdinand de Grammont et le beau-père du comte Félix de Mérode.

## Famille
Il épouse, le 14 novembre 1798, Angélique Françoise d'Assise Rosalie de Noailles (1767-1833), fille de Jean-Paul de Noailles, 5e duc de Noailles et de Louise d'Aguesseau. Ils ont quatre enfants : 
- Pierre Louis de Grammont, comte de Grammont (23 février 1790 - 1820) épouse Caroline Félicité de Carvoisin, dont descendance ;
- Rosalie de Grammont (9 février 1793 - 28 septembre 1823) épouse Félix de Merode, comte de Merode (13 avril 1791 - 7 février 1857), dont descendance ;
- Marie Louise Philippine de Grammont (15 août 1800 - 3 mai 1847) épouse Félix de Merode, comte de Merode (13 avril 1791 - 7 février 1857), dont descendance ;
- Ferdinand de Grammont, 5e marquis de Grammont (6 juin 1805 - 7 juin 1889) épouse en premières noces Ernestine de Berton des Balbes de Crillon (22 août 1807 - 22 août 1863), dont descendance, puis épouse en secondes noces Marie d'Estienne de Chaussegros de Lioux (9 octobre 1836 - 1er mars 1909), sans descendance.